# 東海岸公園

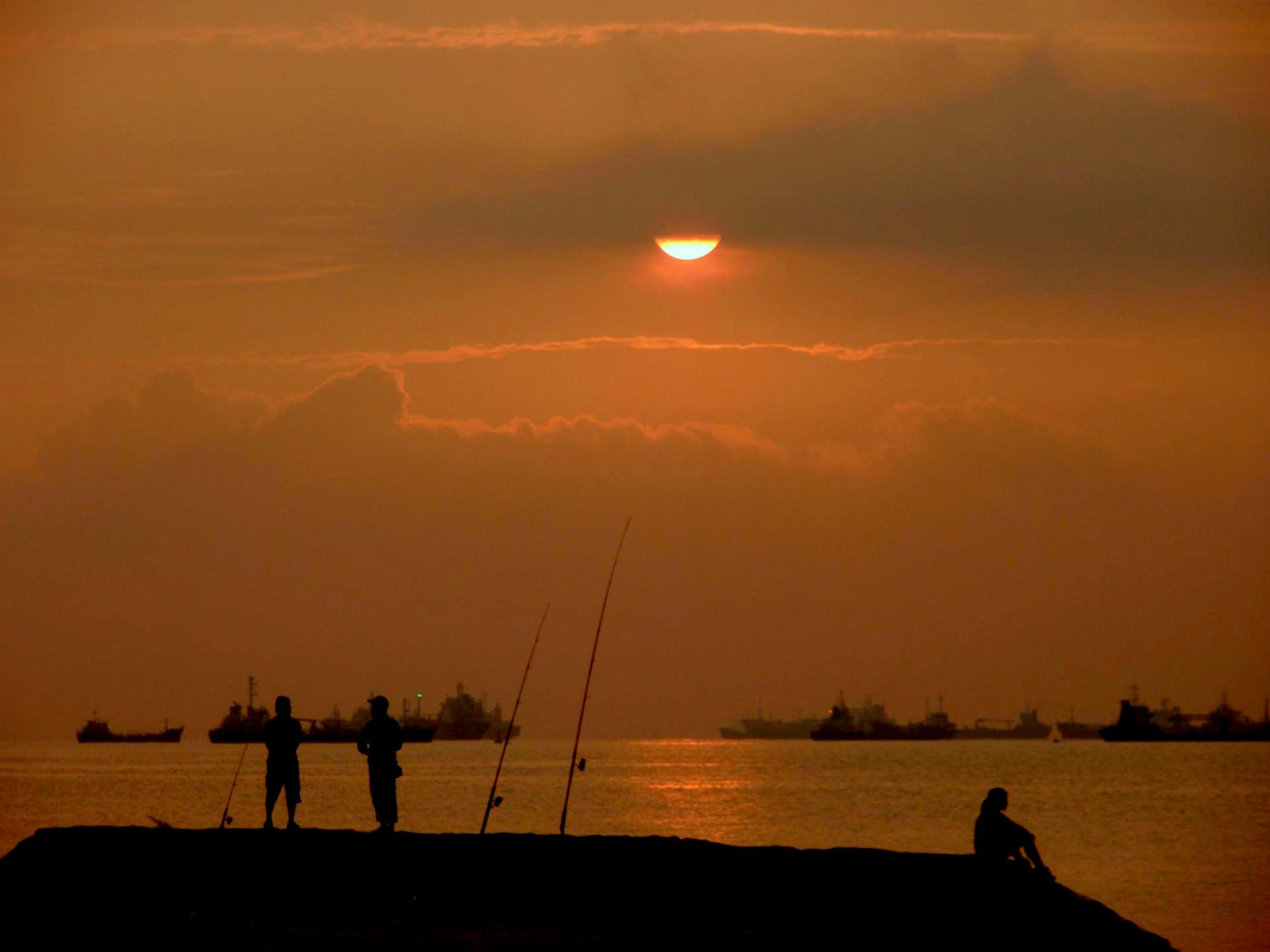
東海岸公園的日出

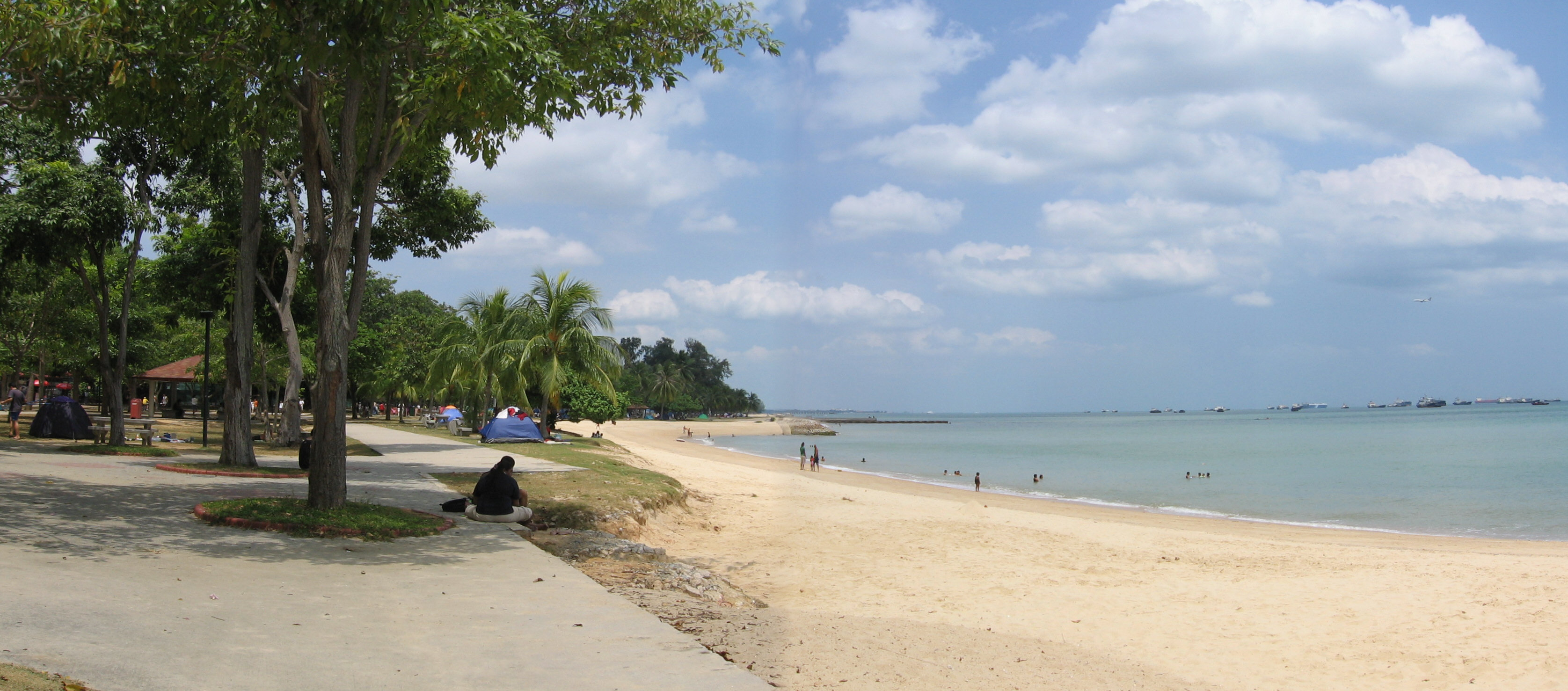
東海岸公園的沙灘

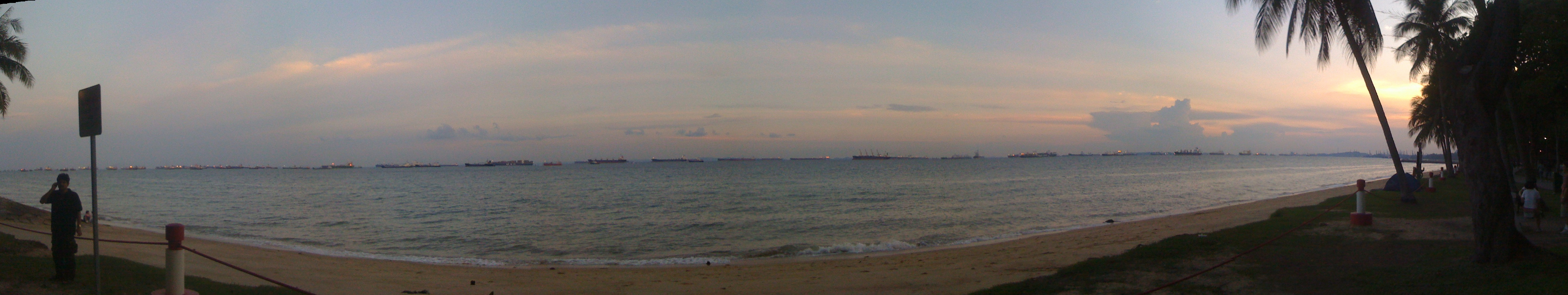
東海岸公園的海岸

東海岸公園（英語：East Coast Park），是新加坡最大的公園，位於新加坡東南部海岸，佔地185公頃，由濱海灣一直延伸至勿洛，分為A至H區。園中沙灘全長7.5公里，沙灘旁建有一條全長15公里的慢跑步道和一條全長12公里的腳踏車道。公園每年吸引超過700萬遊客遊覽。

## 歷史
20世紀70年代，政府在東海岸一帶填海，在填海完成後，於新海岸線興建東海岸公園及人造沙灘。

## 主要旅遊景點

### LilliPutt 室內迷你高爾夫
LilliPutt 室內迷你高爾夫（LilliPutt Indoor Mini Golf）是全新加坡第一個主題的室內迷你高爾夫球場，並在東海岸的Playground @ Big Splash擁有930平方米的設施。沿著18洞互動式迷你高爾夫球道擊球，每一洞都有獨特的視聽效果，場內亦放有新加坡標誌性建築的微縮模型。

### 360度鋼索滑水公園
360度鋼索滑水公園（Ski360° Cable Ski）是新加坡的首個鋼索滑水樂園，位於公園的E區，提供鋼索滑水及鋼索滑板運動，以架空鋼索為動力取代傳統的遊艇，環繞瀉湖作逆時針旋轉，其運行速度可達比賽中的船速。

### 極限滑輪公園

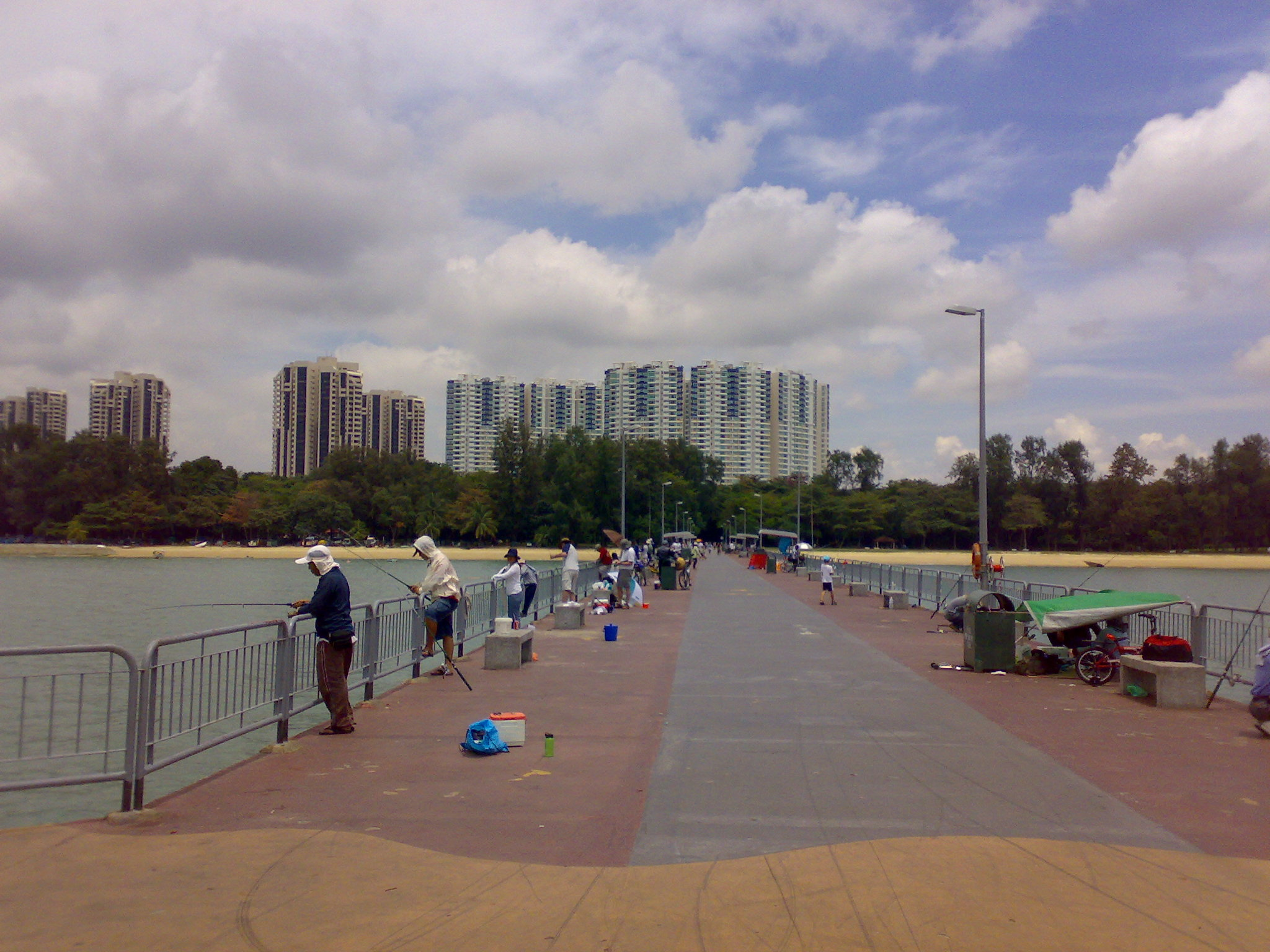
勿洛碼頭

極限滑輪公園（Xtreme Skatepark）是新加坡第一個按照國際比賽標準建設的滑輪公園，由國家公園局及社會發展、青年及體育部聯合發展，位於公園的E區和F區之間，旨在給予新加坡以至周邊地區的極限運動愛好者展示其技能。

### 勿洛碼頭
勿洛碼頭（Bedok Jetty）是新加坡最長的釣魚碼頭，全長250米，位於公園的A區。

### 國家帆船中心
國家帆船中心占地約2.4公頃，於1999年起對外開放，曾舉辦不少帆船比賽，包括2010年夏季青年奧林匹克運動會帆船項目，中心內配有大量船舶停泊區，附近建有行政大樓、多功能運動體育館和大禮堂等。

## 食肆

### 東海岸海鮮中心

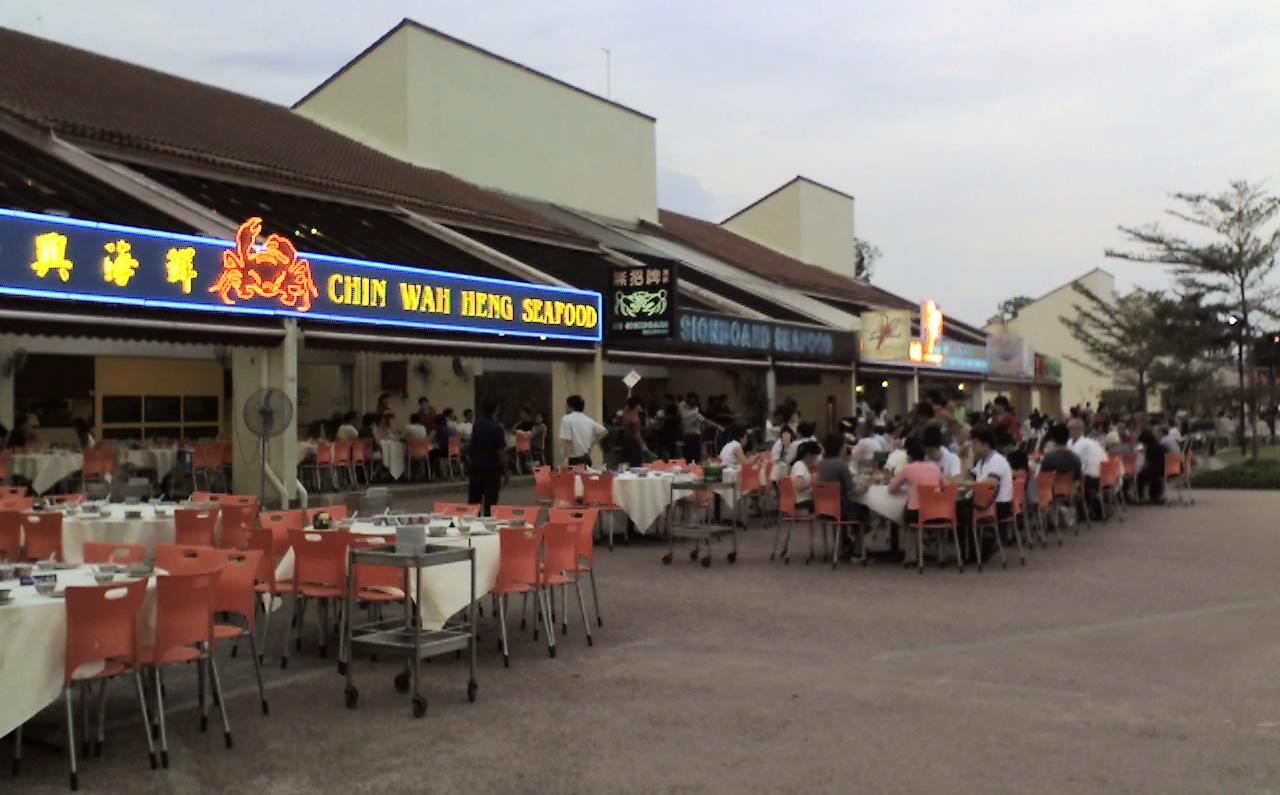
東海岸海鮮中心

東海岸海鮮中心（East Coast Seafood Centre）位於公園的D區和E區之間，與東海岸公園同時開幕，內有8間海鮮餐廳，包括數間當地著名的海鮮餐廳如：長堤海鮮樓、珍寶海鮮等。海鮮中心主要供應當地特色美食，如辣椒螃蟹，黑胡椒螃蟹和炒麵。2005年，海鮮中心進行了升級工程，裝修成一個現代化的海鮮中心和提供更好的設施。
時至今日，海鮮中心已成為遊客和當地人的熱門餐飲點，在晚上經常爆滿。由於大部分餐桌均放在室外，食客們在用膳時可以欣賞新加坡東海岸的景色。

### 東海岸人工湖美食村
東海岸人工湖美食村（East Coast Lagoon Food Village）是新加坡唯一擁有海景的小熟食中心，位於公園的E區。美食村內以售賣燒烤海鮮而聞名。

## 金斯特海灘度假村
金斯特海灘度假村（Goldkist Beach Resort）位於公園的D區，原由新加坡全國職工總會的新加坡樂怡渡假村所擁有。2006年1月3日，其30年的租賃合同到期。本度假村由新加坡島嶼度假村接管，並重新裝修的大部分的度假屋和更名金斯特海灘度假村，從2007年3月1日重新開始運作。一共設有195個單/雙層單位。

## 交通
每逢週六，日及公眾假期，新捷運會開出401號巴士來往東海岸公園各區，勿洛地鐵站及馬林百列。在平日，市民亦可乘搭途經馬林百列路的巴士到百匯廣場站沿行人隧道前往公園。此外，公園內共有20個停車場，供駕車人士停泊。

## 行人隧道及行人天橋

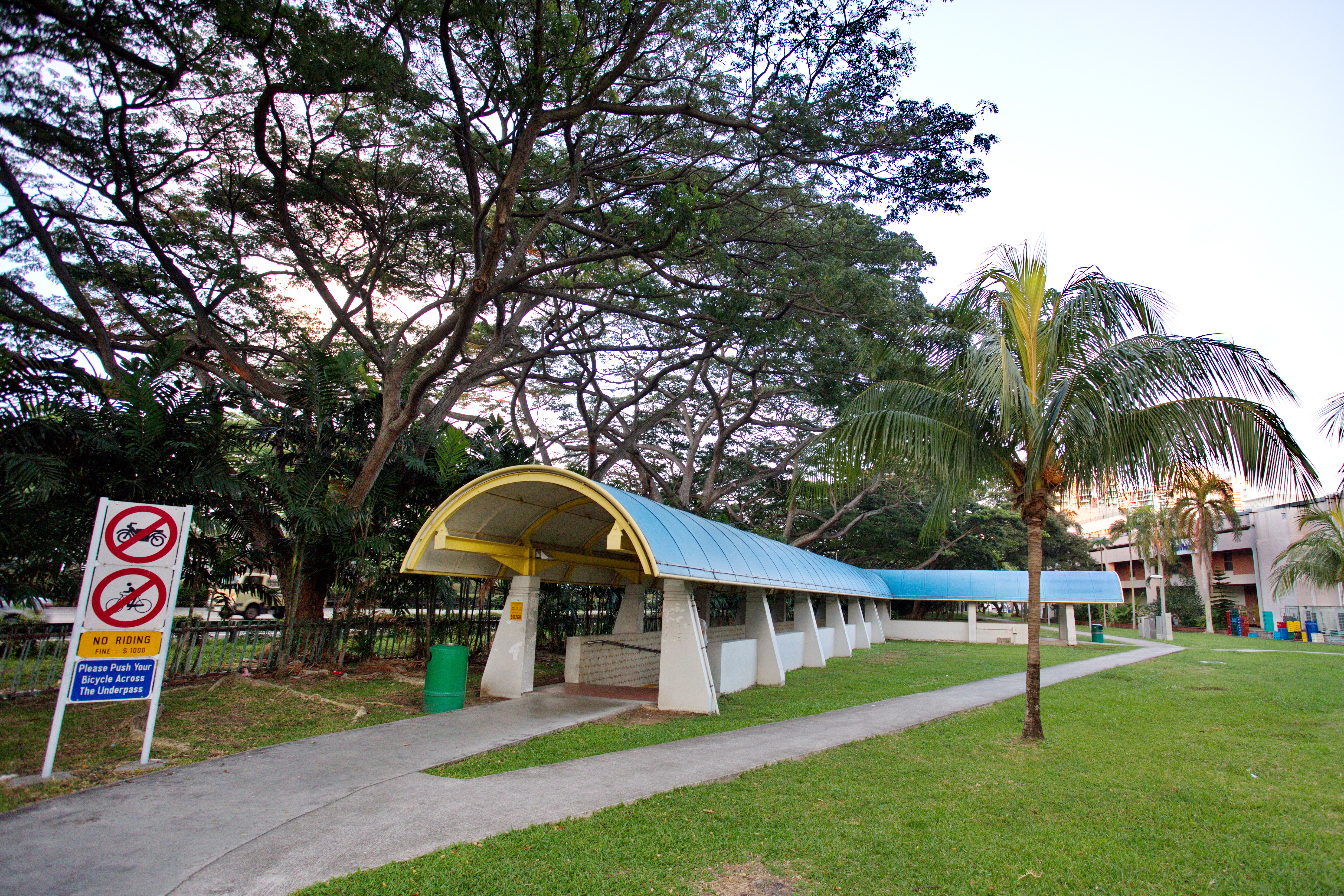
通往馬林百列寶龍坊的行人隧道

沿東海岸在住宅區附近便會建有一條行人隧道或行人天橋，通往公路對面的住宅區，通道位置如下：

### B區
- 通往加東公園（Katong Park）[18]
- 通往梅爾道（Meyer Road）[18]
- 通往Amber Garden[18]

### C區
- 通往馬林百列寶龍坊（Marine Parade Promande）[10]
- 通往馬林台（Marine Terrace）[10]
- 通往實乞納公園（Siglap Park）[10]

### E區
- 通往Lagoon View[5]
- 通往海柏公園（Bayshore）[5]

### G區
- 通往勿洛公園（Bedok Park）[19]

## 外部連結
- 公園地圖（页面存档备份，存于）

1°18′14″N 103°55′35″E / 1.303956°N 103.926373°E